# Luis Miguel Reyes

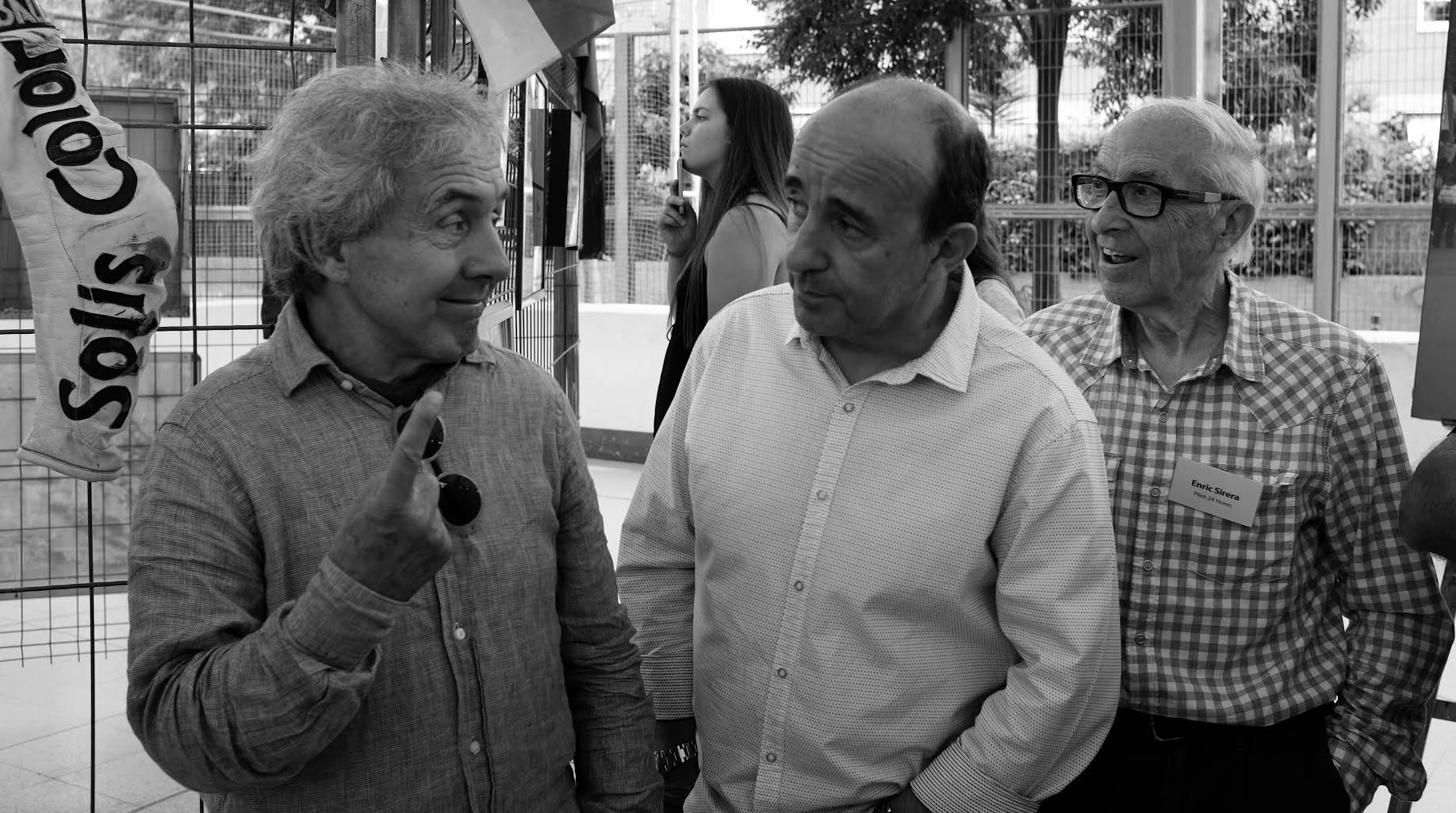
Luis Miguel Reyes (Mitte) 2015

Luis Miguel Reyes (* 22. September 1958 in Barcelona, Spanien) ist ein ehemaliger spanischer Motorradrennfahrer und später Automobilrennfahrer, der in den späten 1980er Jahren in der 125-cm³-Weltmeisterschaft auf Garelli antrat.

## Karriere
Reyes begann im nationalen Motorradsport mit Erfolgen u. a. in spanischen Serien und wechselte 1986/87 auf internationale Bühne. 1988 nahm er an der 125-cm³-Motorrad-Weltmeisterschaft teil.
In der Saison 1988 erzielte er folgende Resultate:
- **6. Platz** beim GP von Italien 1988 auf Garelli (22. Mai).
- **9. Platz** beim GP von Deutschland auf Garelli (29. Mai).
- **16. Platz** beim GP der Niederlande (25. Juni).
- **7. Platz** beim GP von Frankreich mit Garelli (24. Juli) – offiziell bestätigt: 7. Platz, +18,87 Sek., 9 WM-Punkte.
- **Ausgeschieden** beim GP von Großbritannien (7. August) wegen Motorschaden.
- **Nicht qualifiziert** in Österreich (12. Juni).
- **Nicht qualifiziert/kein Start** in Schweden und Tschechoslowakei.

Seinen letzten internationalen GP-Start absolvierte er 1988 im 125er-Feld.

## Technische Details
1988 fuhr Reyes auf Garelli-Maschinen, meist mit Werkschassis. Beim GP in Belgien im Juli testete er zudem ein Honda-Chassis, kehrte aber weiterhin zur Garelli-Rahmenkonstruktion zurück.

## Wechsel in den Automobil-Sport
Nach seiner Motorrad-Karriere wechselte Reyes in den Automobilbereich und trat in nationalen Meisterschaften wie der Spanischen GT-Serie bei, unter anderem auf Fahrzeugen von Ferrari und Seat.